# Norbert Foerster
Norbert Hans Christoph Foerster SVD (* 9. Juli 1960 in Bonn) ist ein deutscher Ordensgeistlicher und römisch-katholischer Bischof von Ji-Paraná.

## Leben
Der Sohn von Ekkehard Foerster studierte von 1980 bis 1982 Philosophie und Katholische Theologie an der Theologischen Fakultät Trier und an der Westfälischen Wilhelms-Universität Münster. 1982 trat er der Ordensgemeinschaft der Steyler Missionare bei und absolvierte das Postulat in Steyl sowie im darauffolgenden Jahr das Noviziat im Missionshaus St. Paul in Wengerohr (Wittlich). Von 1984 bis 1987 setzte Foerster sein Studium an der Philosophisch-Theologischen Hochschule SVD St. Augustin fort. 1985 legte er in Sankt Augustin die erste Profess ab. Anschließend ging Norbert Foerster nach Brasilien und absolvierte ein pastorales Praktikum als Missionar in der Pfarrei São Marcos im Erzbistum São Paulo. Nachdem Foerster die ewige Profess abgelegt hatte, wurde er 1989 in der Kapelle des Priesterseminars der Steyler Missionare in Santo Amaro zum Diakon geweiht. Er empfing am 10. Dezember desselben Jahres durch den Bischof von Registro, Apparecido José Dias SVD, das Sakrament der Priesterweihe.
Foerster war zunächst als Pfarrvikar der Pfarrei São Francisco de Assis in Valo Velho im Bistum Campo Limpo tätig. Parallel absolvierte er ein Lizenziatsstudium im Fach Religionswissenschaft und graduierte 1995 mit einer Arbeit über die Religiosität junger Katholiken in der Peripherie. 1996 übernahem Foerster die Leitung der Berufungspastoral und war als Ausbilder am Priesterseminar des Bistums Registro tätig. Zudem war er Provinzialrat der Ordensprovinz Brasil Centro der Steyler Missionare. Von 2001 bis 2005 lehrte er am Priesterseminar in Jardim Míriam, bevor er 2006 Pfarrvikar der Pfarrei Nossa Senhora Aparecida im Bistum Santo Amaro wurde. Am 18. März 2010 wurde Foerster an der Universidade Metodista de São Paulo in São Bernardo do Campo zum Doktor der Theologie promoviert. Danach lehrte er neben seiner pastoralen Tätigkeit Mariologie und Stadtpastoral am Theologischen Institut von São Paulo (Instituto Teológico de São Paulo, ITESP).
Ab 2012 war Norbert Foerster im Bistum Humaitá tätig, wo er zunächst von 2013 bis 2015 als Generalvikar und Pfarradministrator der Kathedrale Nossa Senhora da Conceição sowie von 2016 bis 2020 als Administrator der Missionsstation Costeira Beiradão wirkte. Seit 2020 war Foerster erneut Provinzialrat der Ordensprovinz Brasil Centro mit Sitz in São Paulo. Zudem lehrte er am Priesterseminar João XXIII in Porto Velho.
Am 2. Dezember 2020 ernannte ihn Papst Franziskus zum Bischof von Ji-Paraná. Der Erzbischof von Porto Velho, Roque Paloschi, spendete ihm am 27. Februar 2021 in der Kathedrale São João Bosco in Ji-Paraná die Bischofsweihe; Mitkonsekratoren waren der Bischof von Humaitá, Antônio Fontinele de Melo, und der emeritierte Bischof von Registro, José Luíz Bertanha SVD.